# Indonesische Futsalnationalmannschaft
Die indonesische Futsalnationalmannschaft ist eine repräsentative Auswahl indonesischer Futsalspieler. Die Mannschaft vertritt den Football Association of Indonesia den indonesischen Fußballverband  bei internationalen Begegnungen.

## Abschneiden bei Turnieren
Für Weltmeisterschaftsendrunden unter der Schirmherrschaft der FIFA qualifizierte sich die Nationalmannschaft Indonesiens bisher noch nicht.
An Asienmeisterschaften nahm das Team bisher neunmal teil. Die Mannschaft schied bisher immer in der Vorrunde aus.

### Futsal-Weltmeisterschaft
- 1989 – nicht teilgenommen
- 1992 – nicht teilgenommen
- 1996 – nicht teilgenommen
- 2000 – nicht teilgenommen
- 2004 – nicht qualifiziert
- 2008 – nicht qualifiziert
- 2012 – nicht qualifiziert
- 2016 – von der FIFA suspendiert

### Futsal-Asienmeisterschaft
- 1999 – nicht teilgenommen
- 2000 – nicht teilgenommen
- 2001 – nicht teilgenommen
- 2002 – Vorrunde
- 2003 – Vorrunde
- 2004 – Vorrunde
- 2005 – Vorrunde
- 2006 – Vorrunde
- 2007 – nicht qualifiziert
- 2008 – Gruppenphase
- 2010 – Gruppenphase
- 2012 – Gruppenphase
- 2014 – Gruppenphase
- 2016 – von der FIFA suspendiert

### Futsal-Asian Indoor Games
- 2005 – nicht teilgenommen
- 2007 – Gruppenphase
- 2009 – nicht teilgenommen
- 2013 – Gruppenphase

### Südostasienspiele
- 2007 – 3. Platz
- 2011 – 3. Platz
- 2013 – nicht teilgenommen